# 1194
1194 (MCXCIV) je bilo navadno leto, ki se je po julijanskem koledarju začelo na soboto.

## Dogodki

### Slovenija
- 9. oktober - Umrlega oglejskega patriarha Godfreja Hohenstaufna nasledi Pelegrin II. Ortenburg-Španhajmski. 1204 ↔
- 31. december - Po hudi poškodbi dobljeni na turnirju umre avstrijski (izobčeni) vojvoda Leopold V., avstrijski vojvoda. Kljub zavezi iz Georgenberške pogodbe, da se Avstrija in Štajerska ne bosta delili, se deželi razdelita med njegova sinova: Friderika (Avstrija) in Leopolda (Štajerska).

### Evropa

#### Vrnitev Riharda Levjesrčnega iz ujetništva
- 4. februar - Ker (izobčeni) rimsko-nemški cesar Henrik VI. prejme zahtevano enormno odkupnino za izpustitev angleškega kralja Riharda Levjesrčnega, je le-ta izpuščen na prostost.
- april - Z vrnitvijo Riharda v Anglijo, se mu mlajši brat Ivan ukloni. Rihard mu odvzame vse posesti razen Irske.
- 17. april - Drugo kronanje Riharda Levjesrčnega v Winchestru.
- maj-julij - V Normandiji se kralj Rihard spopade s francoski kraljem Filipom II., vendar mu ga ne uspe pregnati s celotnih angleških posesti.
- Rihard spravi jude pod svoje varstvo in jim da svobodo gibanja. V zameno za zaščito zahteva fiksen delež (desetino) pri finančnih transakcijah.

#### Druga invazija na Sicilijo
- 20. februar - Umrlega sicilskega kralja Tankreda iz Lecce nasledi mladoletni sin Vilijem III.. Regentstvo prevzame kraljica-vdova Sibila iz Acerre. Zahtevo po sicilski kroni ohrani rimsko-nemški cesar Henrik VI.
- april - Cesar Henrik VI. in razlaščeni vojvoda Henrik Lev dosežeta poravnavo. Cesar vrne vojvodi mesto Braunschweig z okolico. 1195 ↔
- poletje-jesen - Henrik VI. porabi odkupnino, ki jo je dobil od angleške krone, za invazijo na Sicilijo. Proti jugu Italije napreduje zelo hitro in mesta se mu predajajo brez odpora.
- 25. avgust - Cesarska vojska zavzame Neapelj.
- 20. november - Cesarska vojska vstopi v sicilsko prestolnico Palermo in odstavi kralja Vilijema III.. Cesar Henrik VI. kljub vsem zameram Vilijemu III. ohrani dedni naslov grofa Lecce in mu doda še kneževino Taranto.↓
- 25. december → Kronanje Henrika VI. za kralja Sicilije. Soproga Konstanca se ne udeleži kronanja, ker rojeva bodočega  rimsko-nemškega cesarja in kralja Friderika II. (oziroma Friderik I. kot sicilski kralj).
- 29. december - Zarota odstavljenega sicilskega dvora proti novemu kralju Henriku VI. Henrik da 12 letnega bivšega kralja Vilijema III. brutalno mučiti in ga dosmrtno zapre. Njegovo mater in regentinjo Sibilo iz Acerre izžene v Francijo. Ostale sozarotnike, mdr. admirala Margarita iz Brindisija, zapre po nemških zaporih.

#### Ostalo po Evropi
- 5. maj - Umrlega poljskega nadvojvodo Kazimirja II. Pravičnega nasledi najstarejši sin Lešek I. Beli.
- 10. junij - Večji požar v katedrali Chartes omogoči začetek njene prenove.
- 27. junij - Umrlega navarskega kralja Sanča VI. nasledi sin Sančo VII.
- 9. oktober - Po smrti bojevitega oglejskega patriarha Godfreja Hohenstaufna, ki se je bolj kot božji službi posvečal vojnam s Trevisom in Gorico, prevzame njegove dolgove novi patriarh Pelegrin II.
- 15. november - Po umrli flandrijski grofici Margareti I. nadaljuje vodenje grofije njen soprog hainauški grof Baldvin V.
- Ustanovitev samostana avguštinskega reda v Dobrli vasi, avstrijska Koroška.[1]
- Avstijski vojvoda Leopold V. ustanovi obmejno mesto Wiener Neustadt za obrambo proti Madžarom.
- Umrlega toulškega grofa Rajmonda V. nasledi sin Rajmond VI.
- Umrlega kijevskega velikega kneza Svjatoslava III. nasledi sovladar Rurik III.
- Prva omemba Bayreutha.

### Azija

#### Bližnji vzhod
- 19. marec - Perzija: Horezmijci pod vodstvom Ad-Din Tekeša premagajo seldžuško vojsko, ki jo vodi Togrul III., zadnji veliki Seldžuk. Od nekoč mogočnega seldžuškega imperija preostane edino Sultanat Rum.↓
- → Abasidski kalif Al-Nasir se čuti ogrožen s horezmijskem imperijem neposredno na meji. Po nekaj praskah na bojnem polju, se spor razvname na političnem in ideološkem polju, saj začno Horezmijci favorizirati šiite.
- 18. julij - Umrlega ciprskega kralja Gvida Lusignanskega nasledi starejši brat Amalrik Lusignanski.
- Jeruzalemski kralj Henrik II. Šampanjski sklene zavezništvo z Asasini.
- Antiohijskega kneza Bohemonda III. ugrabi armenski knez Leon II. iz Kilikje. Spor zadeva obmejno antiohijsko trdnjavo, ki jo je zasedel Saladin, za njim pa Leon. 1195 ↔

#### Daljni vzhod
- 28. junij - Dinastija Song: po smrti upokojenega cesarja Xiaozonga aktualni cesar in njegov sin Guangzong zavrne možnost, da bi se udeležil pogreba svojega očeta. ↓
- 24. julij → Nezadovoljstvo z aktualnim cesarjem izkoristi njegova babica, cesarica-vdova Wu, ki prisili Guangzonga v abdikacijo v korist njegovega sina Ninzonga.
- Orjaške poplave na severnem Kitajskem (pod oblastjo dinastije Jin), ko Rumena reka spremeni strugo in se izteče v porečje reke Huai.

## Rojstva
- 17. januar - Majnhard III., goriški in tirolski (I.) grof († 1258)
- 25. april - Ezzelino III. da Romano, italijanski vojskovodja, gibelin († 1259)
- 14. december - Berengarija Portugalska, infantinja, danska kraljica († 1221)
- 26. december - Friderik II., rimsko-nemški cesar, sicilski kralj († 1250)

Neznan datum
- Adolf I., nemški plemič, grof Marka († 1249)
- Albertet de Sestaro, provansalski trubadur († 1221)
- Gilbert Marshal, angleški plemič, 4. grof Pembroke († 1241)
- Ivana Flandrijska, grofica Flandrije in Hainauta († 1244)
- Jacopo Contarini, 47. beneški dož († 1280)
- Jakob Anatoli, provansalski prevajalec judovskega rodu († 1256)
- Mojzes ben Nahman, latinizirano Nachmanides, španski judovski teolog, rabi, filozof († 1270)
- Richard Mór de Burgh, hibernonormanski baron Connaughta († 1242)
- Rusudan, gruzijska kraljica († 1245)
- Sigfrid III. iz Eppsteina, nemški volilni knez, nadškof Mainza († 1249)

## Smrti
- 20. februar - Tankred iz Lecce, sicilski kralj
- 19. marec - Togrul III., zadnji veliki seldžuški sultan
- 5. maj - Kazimir II. Pravični, poljski nadvojvoda (* 1138)
- 27. junij - Sančo VI., navarski kralj (* 1132)
- 28. junij - cesar Xiaozong, dinastija Južni Song (* 1127)
- 18. julij - Gvido Lusignanski, jeruzalemski in ciprski kralj (* 1150)
- 9. oktober - Godfrej Hohenstaufen, oglejski patriarh
- 15. november - Margareta I., flandrijska grofica
- 31. december - Leopold V., avstrijski vojvoda (* 1157)

Neznan datum
- Rajmond V., touluški grof (* 1134)
- Svjatoslav III., kijevski veliki knez
- Vasilij Vatatzes, bizantinski general